# 土屋統吾郎
土屋 統吾郎（つちや とうごろう、1935年5月11日 - 2001年3月24日）は、日本の映画監督である。岐阜県瑞浪市出身。明治大学文学部英米文科卒業。

## 人物
大学卒業後新東宝に入社。千葉泰樹に師事する。フリーランスになってからはテレビドラマを中心に活躍し、東宝・大映テレビ作品の全盛期の屋台骨を支えた。
特に日本テレビの青春ドラマやフジテレビ水曜20時台の大映ドラマの多くは、土屋統吾郎が監督や演出を務めた作品である。
2001年３月24日、急性腎不全のため東京都渋谷区広尾の日本赤十字社医療センターで逝去。65歳。

## 主要作品
- バックナンバー333
- 飛び出せ!青春
- われら青春!
- これが青春だ
- SFドラマ 猿の軍団（1974年-1975年、円谷プロ、TBS）
- 太陽にほえろ!
- 傷だらけの天使（1974年-1975年、東宝、渡辺企画、日本テレビ）主演：萩原健一
- 俺たちの朝
- 青春ド真中!
- 俺たちは天使だ!
- あさひが丘の大統領（1979年-1980年、ユニオン映画、日本テレビ）
- ただいま放課後
- 俺たちの旅（1975年-1976年、ユニオン映画、日本テレビ）主演：中村雅俊
- 気になる天使たち
- 夜明けの刑事
- 姿三四郎
- 噂の刑事トミーとマツ 第2シリーズ（1982年、大映テレビ、TBS）主演：国広富之、松崎しげる
- 青春INGS ゆう子とヘレン
- 高校聖夫婦
- 不良少女とよばれて（1984年、大映テレビ、TBS）主演：いとうまい子
- 青い瞳の聖ライフ
- プロゴルファー祈子
- ヤヌスの鏡（1985年-1986年、大映テレビ、フジテレビ）主演：杉浦幸
- こまらせないで!
- 青春オーロラ・スピン スワンの涙
- 花嫁衣裳は誰が着る
- スタア誕生
- ザ・スクールコップ
- アリエスの乙女たち（1987年、大映テレビ、フジテレビ）主演：南野陽子
- 積木くずし
- ザ・刑事
- 真夏の刑事
- ララバイ刑事